# Кизикин
Кизикин — древнегреческий электровый статер, чеканившийся в полисе Кизик (древняя греческая колония на южном побережье Мраморного моря) с середины VI века до н. э. до конца IV в. до н. э.

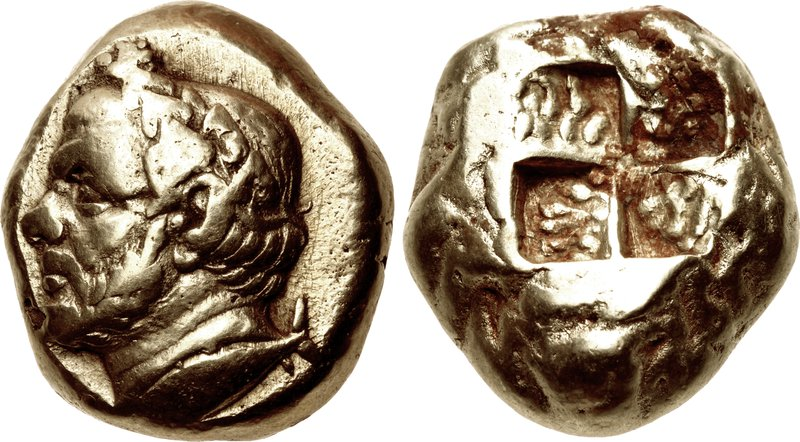
Начало — середина IV вв. до н. э. Портрет Тимофея

Эти монеты весом около 16,2 г имели международный оборот и служили основной валютой при крупных платежах на широком ареале греко-понтийского мира (см. «Торговая монета»).
Кизикины выпускались даже во времена Делосского морского союза (Афины фактически включили Кизик в свою монетную систему) и разрешались в обращении при персидских сатрапах, конкурируя с персидским дариком.
До появления филиппусов (золотого статера Филиппа II Македонского) в 330-х годах до н. э. место кизикина в торговле Средиземноморья оставалось стабильным.

## Изготовление

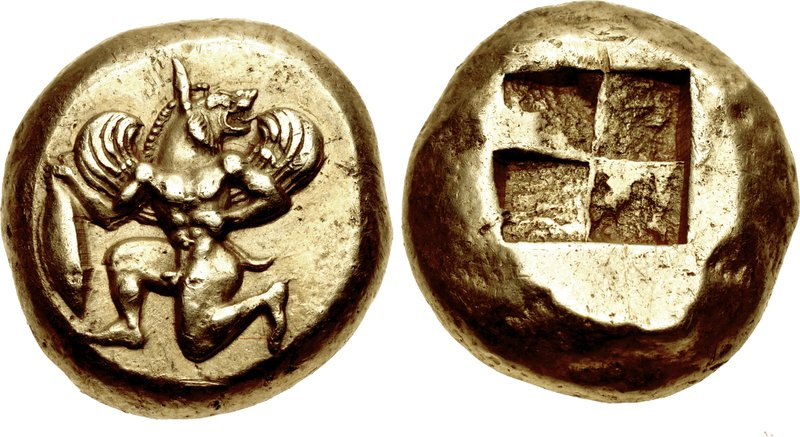
Kизикин, Мисия. Ок. 550—500 гг. до н. э.

Электрум — сплав золота с серебром — служил основным металлом кизикинов. Современный рентгено-флуоресцентный анализ показал, что для чеканки сплав искусственно уточнялся: к очищенному природному электру добавляли серебро и до ~5 % меди (примеси олова и цинка). Медь придавала монетам тёмно-золотистый оттенок, а усиленное содержание серебра и меди стабилизировало их стоимость и затрудняло переплавку.
Монеты изготовлялись штемпельным способом: на аверсе обычно наносились рельефные изображения с включением эмблемы города (тунца), а реверс выполнялся простым углублённым квадратом (quadratum incusum)
Художественные сюжеты кизикинов разнообразны. На лицевых сторонах статеров встречаются мифологические и бытовые мотивы (например, головы Горгоны, сфинксы, морские тритоны, воины в шлемах и т. д.) при обязательном присутствии «городской эмблемы» — тунца (обычно у нижнего края изображения). Это сочетание символа тунца и меняющегося основного мотива, при неизменном стиле чеканки, обуславливало более 250 зафиксированных разновидностей кизикинов

## Виды
Нумизмат Г. фон Фритце выделил четыре исторические серии кизикинов (ок. 600—550, 550—475, 475—410 и 410—330 гг. до н. э.), различающиеся стилистикой изображения и формой вдавленного квадрата на реверсе. Археологические находки подтверждают широкое распространение кизикинов и их роль в торговле. Клады электровых статеров регулярно обнаруживают в Греции, Фракии, Малой Азии, Южном и Северном Причерноморье.
Так, крупнейшим является мирмекийский клад из 99 статеров, найденный археологами на городище Мирмекий (Боспор) в 2003 году.
В этот клад, второй по величине в мире, датирован серединой IV века до н. э. и, по мнению исследователей, был частью храмового или городского хранилища,